# Angie Malone
Angie Malone (ur. 27 maja 1965) – szkocka niepełnosprawna curlerka, dwukrotna medalistka igrzysk paraolimpijskich.
W 2006 roku wystąpiła igrzyskach paraolimpijskich w Turynie i w turnieju curlingu na wózkach zdobyła srebrny medal paraolimpijski. W 2014 roku na igrzyskach w Soczi wywalczyła medal brązowy. W latach 2004–2017 zdobyła pięć medali mistrzostw świata (dwa złote, jeden srebrny i dwa brązowe).